# Lindy hop

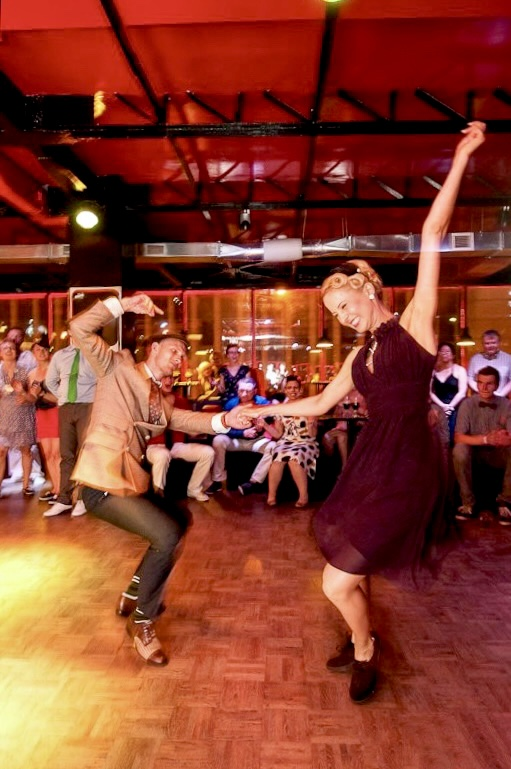
Warsaw Lindy Hop Exchange, 2013 r.

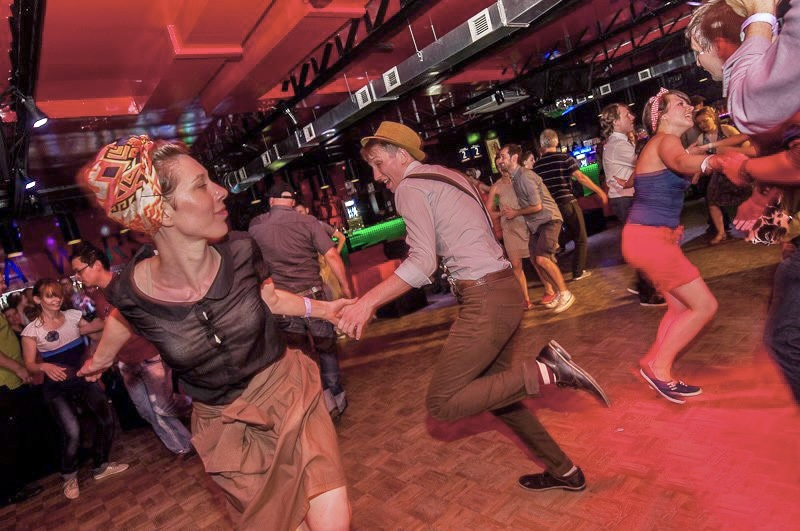
Klub Huta Warszawa podczas festiwalu Warsaw Lindy Hop Exchange, 23 czerwca 2013 r.

Lindy hop – styl tańca towarzyskiego pochodzący ze Stanów Zjednoczonych, oryginalnie wywodzący się z dzielnicy Harlem w Nowym Jorku. Był on tańczony i rozwijany równolegle z muzyką jazzową tamtego okresu, a szczyt popularności tego tańca przypada na późne lata 30. i wczesne lata 40. XX wieku, czyli tzw. erę swingu. Lindy hop jest wypadkową wielu stylów tańca, które go poprzedzały i były popularne we wcześniejszych latach, a mają swoje korzenie w tańcu jazzowym, stepowaniu, Charlestonie oraz Breakaway. Często jest określany jako taniec jazzowy, a systematycznie przyporządkowuje się go do rodziny tańców swingowych, razem z innymi popularnymi tańcami tamtych czasów, tj. Charleston, Balboa, Collegiate Shag. Jest protoplastą większości znanych obecnie tańców swingowych m.in. boogie woogie, West Coast Swing, jive, rock and roll.
Lindy hop jest fuzją tańca partnerskiego i solowego, łącząc w swej stylistyce ruchy i improwizację tańców ludności afroamerykańskiej z formalną 8-bitową strukturą europejskich tańców partnerskich. Jest to szczególnie widoczne w podstawowej figurze lindy hop jaką jest swingout, gdzie podczas pozycji otwartej tancerze są połączeni dłońmi, natomiast w pozycji zamkniętej połączenie zmienia swój charakter i ma postać objęcia.
Lindy hop bardzo często jest określany jako taniec uliczny lub zwyczajowy, z uwagi na jego improwizowaną i towarzyską naturę.
Obecnie lindy hop jest reprezentowany przez liczną rzeszę tancerzy oraz organizacje oparte głównie na wolontariacie skupiające tancerzy na wszystkich kontynentach.

## Etymologia
Według wspomnień Georga "Shorty" Snowdena zwrot "Lindy Hop" został przez niego wymyślony na potrzeby wywiadu z reporterem Fox Movietone News. W dniu 17 czerwca 1928 podczas maratonu tanecznego George tańcząc kroki, które sam nazywał "the Hop" pomylił się. Widząc nowe nietypowe kroki reporter zapytał go jak nazywa się ten nowy taniec. George mając w pamięci pierwszy samotny lot ze Stanów Zjednoczonych do Europy nad Atlantykiem bez międzylądowań w wykonaniu amerykańskiego pilota Charlesa Lindberga, oraz pamiętając iż niedługo po tym wyczynie pełni entuzjazmu ludzie nazwali ten taniec "Lindberg Hop", odpowiedział reporterowi skrótem: "The Lindy". Jako że w tym okresie liczba stylów tanecznych swinga była ogromna, a ten sam styl tańczony w różnych miastach mógł mieć różne nazwy, na lindy hop mówiono również jitterbug, jitterbug jive czy po prostu lindy.

## Historia

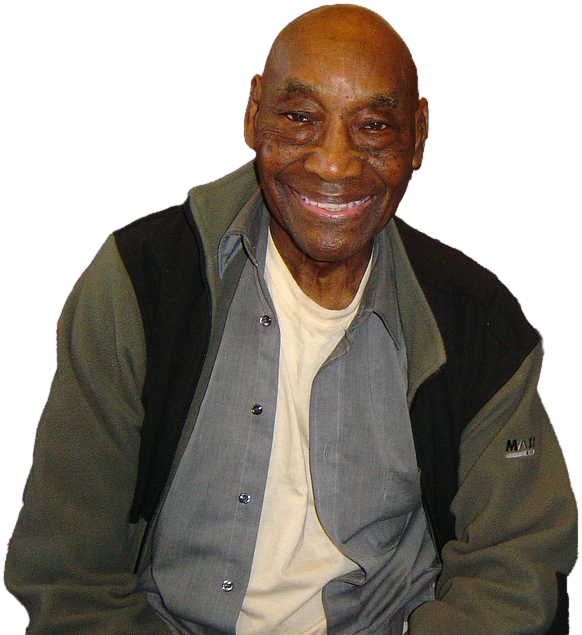
Frankie Manning, 1914–2009

Historia lindy hop rozpoczyna się w społecznościach afroamerykańskich nowojorskiej dzielnicy Harlem podczas późnych lat 20. XX wieku. Jest to okres dynamicznego rozwoju muzyki swingowej. Lindy hop jest blisko związany z wcześniejszymi tańcami afroamerykańskimi, jednakże szybko zdobył rozgłos poprzez udział tancerzy w filmach, pokazach, konkursach oraz poprzez profesjonalne grupy taneczne. Maksymalna popularność lindy hop przypada na lata 30. wraz z włączeniem figur akrobatycznych w zakres ruchów. W późniejszych latach tj. po roku 1945 zainteresowanie lindy hop zmalało, aż w końcu całkowicie wymarło z uwagi na zmianę stylu muzyki popularnej oraz obyczajów w powojennej rzeczywistości. W latach 80. XX wieku grupa amerykańskich, szwedzkich i brytyjskich tancerzy odnowiła zainteresowanie tym tańcem powodując jego powrót na parkiety.

### Wczesne inspiracje (1900–1920)
Lindy hop połączył niezliczone tańce popularne w Stanach Zjednoczonych w latach 1900-1920, z których większość wywodziła się ze społeczności afroamerykańskich. Tak samo jak muzyka jazzowa wyłoniła się jako dominująca forma muzyki i z łatwością inkorporowała inne formy muzyki, tak samo lindy hop zaabsorbował i integrował elementy z innych form tańca. Ta uniwersalność, która polega na łatwej adaptacji i modyfikacji elementów i kroków w celu dopasowania do potrzeb towarzyskich i kulturalnych użytkowników jest charakterystyczną cechą tańców swingowych. Dlatego też lindy hop w założeniu nigdy nie był tańcem usystematyzowanym poprzez akademie tańca lub inne instytucje i nie jest włączony do kategorii konkursowych tańców towarzyskich.
Genealogii lindy hop należy doszukiwać się w schematach, figurach oraz zastosowaniach towarzyskich, które zaabsorbował on podczas swego rozwoju. Dla wielu historyków tańca Charleston jest tańcem, który wywarł na lindy hop największy wpływ. Podstawowe kroki oraz rytmika odpowiada cechom charakterystycznym dla Charlestona. Przejście z charlestona do lindy hop zostało umożliwione poprzez taniec Breakaway, który wprowadził figurę swingout oraz pozycję otwartą do tańców w pozycji zamkniętej typu Texas Tommy oraz kroków partnerowanego Charlestona. Rozwój tańca Breakaway jest związany głównie z postacią tancerza Georga "Shorty" Snowdena w późnych latach 20.
Wraz ze zmianą muzyki jazzowej w latach 20., zmieniał się także taniec. Zastosowanie rytmu synkopowanego w muzyce jazzowej zachęciło tancerzy do wprowadzenia opóźnienia w tańcu znanego jako "bouncing", co od razu wpłynęło na wykonywanie poszczególnych kroków w tempie Charlestona lub Breakaway.

### Era klasyczna (1927–1935)

#### Harlem i narodziny lindy hop
Popularność sportów z udziałem ludności afroamerykańskiej spowodowała poprawę postrzegania tej ludności w białych społecznościach pochodzenia europejskiego w całych Stanach Zjednoczonych, a w szczególności w Nowym Jorku. Z uwagi na małą dostępność i odosobnienie czarnej ludności zamieszkałej w gettach zaowocowało to fascynacją kulturą, muzyką oraz tańcem afroamerykańskim. Obecność białej ludności w miejscach przeznaczonych dla Afroamerykanów przynosiło duży dochód barom, klubom oraz teatrom zlokalizowanym w Harlemie oraz dawało pracę czarnym artystom w mieście głęboko pogrążonym w kryzysie ekonomicznym.
Biała publiczność klasy wyższej i średniej została wystawiona na kontakt z rozrywkami robotniczej klasy Harlemu. Na początku kontakt ten ograniczał się do odwiedzania przez białych miejsc, w których czarni spędzali czas w Harlemie, jednakże później poprzez pokazy objazdowe, muzykę popularną oraz filmy przerodziło się to w swoiste zapotrzebowanie na afroamerykańskie formy rozrywki. Do czasu gdy tańce typu lindy hop przeniknęły do głównego nurtu białej publiczności, zostały one przearanżowane poprzez białych nauczycieli oraz studia filmowe spełniając standardy estetyczne oraz towarzyskie białej ludności USA. Tancerze tacy jak Dean Collins grali pierwszoplanową rolę w popularyzowaniu lindy hop, a sama stylistyka Deana Collinsa nie tylko rozprzestrzeniła się na cały teren Stanów Zjednoczonych lecz także oferowała mniej ryzykowną wersję tańca dla środowisk bardziej konserwatywnych.
Rosnąca popularność Harlemu jako dzielnicy rozrywkowej oraz tętniące życiem centrum kultury afroamerykańskiej w latach 20. i 30. przyczyniło się do powstania i popularyzacji lindy hop, zarówno jako tańca tańczonego w salach jak i pokazywanego na scenie.

#### Pochodzenie nazwy „lindy hop”
Pochodzenie nazwy lindy hop jest mocno dyskutowane w dzisiejszych środowiskach, lecz jedna z żyjących tancerek ery swinga Norma Miller daje kilka cennych wskazówek na ten temat.
Jedna z wersji podaje, iż w slangu późnego XIX i wczesnego XX wieku mianem Lindy określało się młodą kobietę. Słowo hop jest popularnym terminem w tańcach swingowych obecnym w źródłach przynajmniej od 1913 roku. Termin ten był użyty przez wczesnych tancerzy Texas Tommy do określenia podstawowego ruchu tańca. Jednakże jest to mało prawdopodobna wersja.
Bardziej wiarygodną wersją jest popularna legenda wykorzystująca postać Georga "Shorty" Snowdena, który zmienił nazwę Breakaway na lindy hop podczas konkursu tańca. Wersja ta podaje, iż Snowden był jedną z 24 par konkursowych w maratonie tańca, który odbył się 17 czerwca 1928 w Manhattan Casino w Nowym Jorku. Lokal ten położony był na rogu 8th Avenue oraz 155th Street w dzielnicy Harlem. Podczas tego konkursu Snowden zdecydował się wykonać ze swoją partnerką element breakaway, który polegał na wypuszczeniu partnerki. W tym momencie zaimprowizował on kilka solowych kroków. Jak podają źródła, efekt uzyskany przez Snowdena był elektryzujący pośród monotonii maratonu na tyle, iż nawet zespół zwrócił na to uwagę. Reporter Fox Movietone New, przybyły na miejsce zapytał się Snowdena o nazwę nowych kroków, które tak zwróciły uwagę wszystkich. Na co Snowden bez wahania odpowiedział "The Lindy".
Niezależnie od tego czy Snowden użył tej nazwy intencjonalnie, czy nie, nazwa lindy hop została skojarzona z pierwszym lotem transatlantyckim odbytym przez Charlesa "Lindy" Lindbergha w 1927 roku. Reporter przeprowadzający wywiad ze Snowdenem połączył termin przez niego użyty z głośnym w tym czasie wydarzeniem prawdopodobnie w celu uzyskania rozgłosu. Związek pomiędzy pilotem, Georgiem Snowdenem oraz nowym tańcem na stałe wtopił się w folklor lindy hop, niezależnie od tego czy lot transatlantycki zainspirował nazwę dla tego tańca.
Tancerze tacy jak George "Shorty" Snowden, Leroy "Strech" Jones, Twistmouth George i Edith Matthews, określani jako "pierwsza generacja" tancerzy lindy hop, zainspirowali wielu młodych tancerzy i grup. Jednym z takich tancerzy będących zafascynowanych nowym tańcem był Frankie Manning. Parze Twistmouth George oraz Matthews przypisuje się opracowanie "twistów", charakterystycznych kroków wykonywanych przez partnerkę w swingoucie, znane dzisiaj są pod nazwą swivle. Wraz z końcem ery klasycznej lindy hop był tańczony w całym Harlemie w salach balowych, klubach nocnych, kabaretach, prywatnych mieszkaniach oraz imprezach ulicznych - wszędzie gdzie tylko ludzie spotykali się w celu tańczenia.

### Era akrobatyczna (1935–1941)
W 1935 roku lindy hop wraz z muzyką swingową stał się popularny w całych Stanach Zjednoczonych. Stało się tak za sprawą wielkiego sukcesu muzyków takich jak Benny Goodman, Count Basie, Ella Fitzgerald, Tommy Dorsey, Artie Shaw, Glenn Miller czy Chick Webb.
Sale balowe (ballrooms) rozsiane na całym terenie USA gościły licznie rozwijające się wtedy big bandy, z których big band Chicka Webba stale gościł na jednej z najpopularniejszych scen ówczesnych czasów, czyli Savoy Ballroom. To z orkiestrą Chicka Webba nastoletnia Ella Fitzgerald zdobywała popularność. Sale te podtrzymywały tradycje konkursów sponsorowanych, na których tancerze mogli prezentować i ćwiczyć nowe kroki. Początkowo tancerzy lindy hop wyrzucano z parkietu, ponieważ zajmowali więcej miejsca niż inni tańczący i dodatkowo kopiąc ich przypadkowo. Jednakże ostatecznie Savoy ustąpił ze swojego stanowiska i zaprosił tancerzy lindy hop, którzy byli atrakcją dla innych tańczących i przyciągali więcej gości. Jako "Dom Szczęśliwych Stóp (Home of Happy Feet)" Savoy Ballroom stał się najbardziej popularnym lokalem w Nowym Jorku, o ile nie na świecie.

#### Pierwsze akrobacje
Najpopularniejszy tancerz Savoya Herbert "Whitey" White (nazwany tak z powodu pasemka białych włosów na głowie) sformował grupę lokalnych tancerzy włączając w to Georga Snowdena. White aranżował dla grupy profesjonalne przedsięwzięcia, włączając w to imprezy i pokazy na terenie miasta i kraju. Odejście z grupy Georga Snowdena umożliwiło nowej generacji młodych tancerzy zaistnienie na parkiecie, pośród nich znajdował się Frankie Manning. Wraz z powrotem na deski Savoya starej grupy tancerzy, pojawiły się także animozje pomiędzy poszczególnymi grupami. Było to widoczne szczególnie pomiędzy "Shorty" Georgiem oraz jego przyjaciółmi a nowymi tancerzami takimi jak Frankie Manning. Animozje te przekładały się na rywalizację podczas formalnych konkursów. Właśnie z tego powodu podczas jednego konkursu została wykonana pierwsza akrobacja.
Od zaczątków istnienia tańców jazzowych akrobatyka była istotną częścią tańców wernakularnych, głównie pod postacią stepowania z elementami akrobatyki. Grupy zajmujące się tego typu działalnością podróżowały po Stanach Zjednoczonych w pierwszej połowie XX w. W początkach lat 30. nie były jeszcze one jednakże znane tancerzom lindy hop. Dokładna historia włączenia akrobacji do zestawu elementów lindy hop nie jest pewna, lecz najbardziej popularna wersja przypisywana jest właśnie Frankiemu Manningowi.
Chcąc wykazać się przed tancerzami biorącymi udział w konkursie Frankie Manning wykonał wraz ze swoją partnerka, Friedą Washington, akrobację znaną dzisiaj jako Over the Back. Działo się to podczas konkursu zorganizowanego specjalnie w celu wyłonienia lepszej grupy tancerzy spośród grup Frankiego Manninga i Georga Snowdena. "Shorty" George oraz jego partnerka, Big Bea, często kończyli taniec elementem, w którym Big Bea podnosi Snowdena na plecy i wynosi go poza parkiet, podczas gdy ten macha nogami. Manning stwierdził, że musi wymyślić bardziej widowiskowy element przyćmiewający efektem autorski ruch "Shorty" Georga i Big Bea. Elementem Over the Back Manning nie tylko wygrał konkurs i pokonał "Shorty" Georga, ale także otworzył całkowicie nowy rozdział najbardziej rozpoznawalnych kroków lindy hop.
Historia ta podważana jest przez Ala Minnsa, który twierdzi, iż on jako pierwszy wykonywał akrobacje w tańcu podczas imprez w Savoy Ballroom.
Od tego momentu Frankie Manning zaczął tańczyć w jednej z najpopularniejszych i najbardziej wpływowych grup tancerzy lindy hop, Whitey's Lindy Hoppers (znanych także jako Whitey's Lindy Maniacs, Whyte's Hopping Maniacs, The Harlem Congaroos, The Hot Chocolates i wiele innych). Grupa działała głównie w Savoyu w latach 1935 - 1941 i była kierowana przez Herberta "Whitey" White'a, dając pokazy na prywatnych przyjęciach, przedstawieniach scenicznych oraz filmach przyczyniając się w istotny sposób do popularyzacji lindy hop w USA.

#### Dean Collins i Hollywood Style
Wkroczenie lindy hop do głównych nurtów tanecznych USA oraz na całym świecie zawdzięcza się czterem czynnikom: filmom produkowanym w Hollywood, studiom tańca i instruktorom takim jak Arthur Murray, podróżującym grupom tanecznym oraz zwykłym ludziom, jak np. amerykańscy żołnierze zaszczepiający lindy hop w krajach na całym świecie. Jedną z kluczowych postaci w popularyzacji lindy hop był Dean Collins.
Dean Collins pobierał nauki lindy hop od swoich sióstr dorastając w New Jersey i szybko stał się rozpoznawalną twarzą w społeczności tanecznej zachodniego wybrzeża Stanów Zjednoczonych. Pojawiając się w dużej ilości filmów produkowanych w Hollywood przyczynił się w znaczący sposób do popularyzacji tańca i muzyki swingowej. Stworzył on także podstawy stylu lindy hop znanego jako Hollywood Style lub Smooth-style. Dean Collins był także jednym z tancerzy, którzy w świadomy sposób starali się usystematyzować i przekazywać wiedzę poprzez prowadzenie regularnych zajęć, co w efekcie zapoczątkowało naukę lindy hop w postaci jaką dzisiaj znamy.
Styl Deana Collinsa ewoluował i zmieniał się na przestrzeni lat, z biegiem czasu powracając do oryginalnej formy lindy hop, której Dean nauczył się w Savoy Balroom w latach 30..
Przez całą swoją karierę Dean Collins występował lub pracował przy choreografii dla niemal 40 hollywoodzkich produkcji, m.in. Hellzapoppin' (film) (1941), Dance Hall (1941), Buck Privates (1941), Dzień na wyścigach (1937).
Frankie Manning oraz inni tancerze afroamerykańscy, czyli przedstawiciele tzw. Savoy-style lindy hop, także pojawiali się w wyżej wymienionych produkcjach, lecz ich obecność nie była aż tak znacząca jak w przypadku Deana Collinsa.

### Era drugiej wojny światowej (1941–1945)
Podczas wojny wielu artystów dostało powołanie do służby wojskowej. Obowiązek ten nie oszczędził także tancerzy lindy hop oraz muzyków. Frankie Manning oraz inni członkowie grupy Whitey's Lindy Hoppers dostało powołanie, co spowodowało rozwiązanie grupy.
Lindy hop stało się jedną z głównych rozrywek amerykańskich żołnierzy w czasach wojny. Wizerunek białych żołnierzy amerykańskich tańczących lindy hop wrył się na stałe w kulturę popularną tamtych czasów.
W 1943 roku magazyn Life poświęcił lindy hop swoją okładkę, jednocześnie nazywając go Narodowym Tańcem Ludowym Ameryki (America's National Folk Dance).
W 1944 roku, z powodu pogłębiającego się zaangażowania w działania wojenne, Stany Zjednoczone nałożyły 30% podatek federalny na lokale nocne, w których odbywały się imprezy taneczne. Podatek ten ostatecznie obniżono do 20%, jednakże znaki zakazujące tańczenia w lokalach były częstym widokiem.

### Era powojenna (1945–1984)
Po drugiej wojnie światowej zmieniła się muzyka. Kluby jazzowe, obłożone nowymi podatkami oraz urzędowymi ograniczeniami na zatrudnianie muzyków, tancerzy oraz organizowanie imprez tanecznych musiały przystosować się do nowej rzeczywistości. Zrezygnowano z kilkunastoosobowych big bandów na rzecz małych zespołów, a parkiety zapełniono stolikami. Muzycy swingowi zwrócili się ku nowym kierunkom jazzu, takim jak bebop oraz cool jazz, bardziej byli zainteresowani publicznością słuchającą z uwagą ich utworów niż tańczącą do granej przez nich muzyki. Wzrastająca popularność rock and rolla oraz bebopu w latach 50. odsunęła jazz i swing jako muzykę taneczną na dalszy plan. Na miejsce starych tańców swingowych wkroczyły rock and roll, East Coast Swing, West Coast Swing, boogie woogie oraz jive.

### Renesans tańców swingowych (od 1980)
Lindy hop został przywrócony na parkiety w latach 80. poprzez tancerzy z Nowego Jorku, Kalifornii, Sztokholmu oraz Wielkiej Brytanii. Każda z tych grup niezależnie poszukiwała tancerzy lindy hop z lat 30. i 40. Legendy tańców swingowych zostały odnalezione i sprowadzone do Nowego Jorku, w celu odtworzenia charakteru tańca i społeczności lindy hop. Wśród dawnych tancerzy znajdowali się Al Minns, Pepsi Bethel, Frankie Manning, Norma Miller, Dawn Hampton. Powrócili oni do aktywnego nauczania lindy hop jeżdżąc po całym świecie.

#### Odrodzenie brytyjskie
Zapoczątkowanie brytyjskiej sceny lindy hop jest związane z osobą Louise "Mama Lou" Parks, która była hostessą w Savoy Ballroom. Obiecała ona Charlesowi Buchananowi, że po zamknięciu Savoya utrzyma formułę konkursu tanecznego lindy hop jako część Harvest Moon Ball. Pomogła zachować taniec w oryginalnej formie nauczając aspektów pokazowych i konkursowych tańca nową generację tancerzy. Mama Lou Parks skontaktowała się z Wolfgangiem Steuterem z World Rock'n'Roll Federation w Niemczech w celu zasponsorowania nagród na kolejną edycję międzynarodowego konkursu tańców swingowych podczas Harvest Moon Ball. W wyniku tych działań była coraz bardziej znana w środowiskach tanecznych i ściągnęła zainteresowanie telewizji brytyjskiej London Weekend Television. W 1982 został nadany program The South Bank Show z wystąpieniem Mama Lou Parks oraz jej grupy Traditional Jazz Dance Company prezentując publiczności lindy hop. Program wzbudził tak duże zainteresowanie tańcem lindy hop, że Mama Lou i jej Traditional Jazz Dance Company odbyło trasę po Wielkiej Brytanii w latach 1983 i 1984. Terry Monaghan i Warren Heyes spotkali się na warsztatach organizowanych przez Mama Lou Parks w Londynie w 1983 roku. Po spotkaniu tym zdecydowali się na utworzenie formacji The Lindy Hop Jivers, potem znanej jako Jiving Lindy Hoppers. W latach 80. grupa Jiving Lindy Hoppers odegrała kluczową rolę w rozprzestrzenianiu się lindy hop w Wielkiej Brytanii nauczając i występując na pokazach, festiwalach oraz w telewizji.
W styczniu 1984 roku, Jiving Lindy Hoppers otworzyli regularne zajęcia lindy hop w Londynie. Po kilku lekcjach do zajęć dołączył Ryan Francois, a kilka miesięcy później został on członkiem Jiving Lindy Hoppers. W latach 90. Ryan Francois stał się jednym z najbardziej utalentowanych tancerzy lindy hop nowej ery podróżując i nauczając tańca na całym świecie. W 1987 roku sformował grupę Zoots and Spangles Authentic Jazz Dance Company.
W roku 1985 Jiving Lindy Hoppers w składzie: Warren Heyes, Terry Monaghan, Ryan Francois, Claudia Gintersdorfer oraz Lesley Owen przylecieli do Nowego Jorku w celu odnalezienia dawnych legend lindy hop. Ich pierwotnym założeniem było skontaktowanie się z Alem Minnsem, jednak w krótkim czasie od przybycia okazało się, że Al Minns jest hospitalizowany i w niedługim czasie umrze (Al Minns zmarł 24 kwietnia 1985 roku). Poprzez kontakty Mama Lou Parks dotarli do Alfreda "Pepsi" Bethel i trenowali z nim lindy hop przez około 2 tygodnie w Nowym Jorku, a następnie przez tydzień w Londynie. Podczas wizyty w Nowym Jorku nawiązali także kontakty z Frankiem Manningiem i Normą Miller oraz historykami tańca Mura Dehn, Sally Sommer, Erniem Smithem. Spotkanie to także miało na celu zintegrowanie się z dopiero co powstałą społecznością nowojorskich tancerzy New York Swing Dance Society utworzoną w 1985 r.
W 1986 roku Simon Selmon zaczął pobierać lekcje lindy hop od Warrena Heyesa, a jego doświadczenie w nauczaniu rock and rolla sprawiło iż szybko został przekonwertowany na lindy hop. Zajęcia te zainspirowały Selmona do podróży do Nowego Jorku, gdzie spotkał on Margaret Batiuchok - jedną z założycielem New York Swing Dance Society. Po powrocie do Londynu założył on własne stowarzyszenie London Swing Dance Society w formie podobnej co stowarzyszenie nowojorskie. W latach późniejszych Simon Selmon często podróżował po Europie, Ameryce oraz Japonii nauczając lindy hop.
31 października 1987 Simon Erland, rzeźbiarz i pasjonat tańca założył klub Lindy Hop Jitterbugs London. Ryan Francois oraz Julie Oram nauczali tam lindy hop oraz organizowali imprezy głównie przy muzyce z nagrań big bandów z lat 30. i 40. Kolejną ważną postacią dla tej działalności sceny okazał się Sing Lin, który stał się w krótkim czasie przyjacielem Ryana i Julie, zastępując ich w momencie gdy nie mogli oni prowadzić zajęć. Po powrocie to Singapuru, Sing Lim założył własne stowarzyszenie Jitterbugs Singapore w 1994 w ten sposób popularyzując lindy hop w Singapurze, Australii, Japonii oraz częściowo w USA.

#### Odrodzenie szwedzkie
Trójka szwedzkich tancerzy, która potem uformowała wpływową grupę pokazową i nauczającą zwaną The Rhythm Hot Shots, przyleciała do Nowego Jorku w kwietniu 1984 roku w celu skontaktowania się z Alem Minnsem, jednym z członków Whitey's Lindy Hoppers. Zaprosili oni Minnsa do Sztokholmu, gdzie zorganizowano warsztaty taneczne dla nowo powstałego Swedish Swing Society. Gdy Al Minns zmarł w 1985 skontaktowali się z Frankiem Manningiem. Swedish Swing Society oraz The Rhythm Hot Shots do dzisiaj popularyzują lindy hop w krajach europejskich oraz na całym świecie. Główną inicjatywą tych dwóch stowarzyszeń jest organizacja Herrang Dance Camp, który corocznie i nieprzerwanie odbywa się od 1982 w szwedzkim mieście Herrang.

#### Odrodzenie amerykańskie
W 1982 roku Al Minns został namówiony do nauczania lindy hop w Sandra Cameron Dance Center w Nowym Jorku. Kalifornijscy tancerze Erin Stevens i Steven Mitchell pobierali u Minnsa warsztaty w latach 1983 i 1984. Po śmierci Minnsa w 1985 roku dowiedzieli się o istnieniu Frankiego Manninga od Boba Crease, jednego z głównych działaczy New York Swing Dance Society. Odwiedzili razem Frankiego Manninga w 1986 roku i przekonali go do ponownego nauczania lindy hop. Erin Stevens i Steven Mitchell zaczęli nauczać lindy hop w Kalifornii i innych stanach USA. Po powrocie z emerytury Frankie Manning podjął przerwane przez śmierć Ala Minnsa działania w Sandra Cameron Dance Center. W niedługim czasie zainteresowanie tańcem znacznie wzrosło i Frankie Manning zaczął podróżować, nauczać na całym świecie przekazując radość płynącą z tańca lindy hop oraz stając się jego światowym ambasadorem.

## Społeczność lindy hop obecnie
Stany Zjednoczone Ameryki Północnej pozostają miejscem o największej liczbie tancerzy lindy hop na świecie. Jednakże zaczęły się także tworzyć społeczności w krajach europejskich. Obecnie każdy kraj Europy ma swoją scenę lindy hop, głównie skupiając się w większych miastach. Społeczności lindy hop można odnaleźć także w Kanadzie, regionie Azji Pacyficznej, Chinach, Hongkongu, Izraelu, Japonii, Korei Południowej, Malezji, Singapurze oraz całej Ameryce Południowej.
Mała wioska Herrang w Szwecji (na północ od Sztokholmu) nieoficjalnie stała się międzynarodową mekką lindy hop z uwagi na swoją 30-letnią historię organizowania Herrang Dance Camp z inicjatywy Harlem Hot Shots. Obóz ten trwa 6 tygodni, jest podzielony na bloki tematyczne i przyciąga podczas swojego działania ok. 2000 tancerzy z całego świata każdego roku.
Obecnie społeczność tancerzy, nazywających siebie „the lindyhoppers” zrzesza setki tysięcy osób na całym świecie.

## Kultura
Pomimo wielu różnic kulturalnych i socjalnych pomiędzy lokalnymi społecznościami lindyhoppers mają ze sobą bardzo dużo wspólnego. Nie tylko pasjonują się specyficzną formą tańca, lecz także ogólnie kulturą tańca. Większości społeczności lindy hop towarzyszy bardzo duży entuzjazm zarówno do tańczenia, jak i innych form popularyzacji tego tańca. Ludzie pasjonujący się lindy hop bardzo często podróżują. W Stanach Zjednoczonych i Kanadzie pojawiły się tzw. Lindy Exchange, które w połączeniu w europejskim zapałem w organizowaniu weekendowych warsztatów i obozów pozwoliło na znaczne rozwinięcie lokalnych inicjatyw w międzynarodowe festiwale. Festiwale te przyciągają zarówno lokalnych tancerzy, jak i zagranicznych gości pozwalając na wymianę doświadczeń ludzi z różnych stron świata. Istnieje także silne poczucie gościnności wśród tancerzy lindy hop, co sprzyja bardzo nawiązywaniu kontaktów międzynarodowych.
Zachętą do podróżowania jest także dobrze rozwinięta w tym środowisku komunikacja online. Wśród wielu lokalnych scen pojawiły się fora internetowe, których użytkownicy dzielili się swoimi doświadczeniami i informacjami odnośnie do lokalnych wydarzeń. Do dziś Yehoodi pozostaje największym międzynarodowym serwisem tańca swingowego, lecz istnieją także mniejsze lokalne fora i grupy dyskusyjne. W obecnych czasach w roli narzędzia do komunikacji online doskonale sprawdza się Facebook. Praktycznie każda lokalna społeczność lindy hop posiada także swoją grupę. Ponieważ tancerze swingowi dosyć często podróżują, taki sposób komunikacji jest niezwykle przydatny dla tancerzy odwiedzających dane miasto czy kraj.

## Muzyka
Lindy hop wykształcił się w odpowiedzi na dynamiczny rozwój muzyki swingowej w latach 20. i 30. Dzisiaj jej popularność można mierzyć ilością aktywnych zespołów grających tego typu muzykę. Jednakże swing nie jest obecnie muzyką popularną, a same gatunki muzyczne jazz i blues przeszły znaczącą metamorfozę w czasach oryginalnej "ery swinga". W środowiskach tancerzy toczy się dyskusja nt. jaki rodzaj muzyki jest najlepszy do tańca. Lindy hop często jest tańczony szerokiego spektrum gatunków muzycznych, poza swingiem to jest jazz, blues, gypsy jazz, rhythm and blues, soul, hip hop, a także rockabilly i country.
Lindy hop historycznie jest związany z takimi artystami jak Duke Ellington, Count Basie, Ella Fitzgerald, Benny Goodman, Chick Webb, Lionel Hampton i inni. Środowisko tancerzy wykazuje bardzo duże przywiązanie do big bandowych aranżacji wyżej wymienionych muzyków.
Muzyka na żywo jest bardzo popularna wśród tancerzy lindy hop i wielu z nich utrzymuje bliskie relacje z lokalnymi muzykami. W niektórych społecznościach w odpowiedzi na zapotrzebowanie na muzykę na żywo sformowały się zespoły swingowe złożone z tancerzy. Jednakże z uwagi na małą ilość dostępnych zespołów w dalszym ciągu głównym medium muzycznym są nagrania, które są puszczane na imprezach przez tancerzy DJ-ów. DJowanie ma wciąż duże znaczenie w kulturze lindy hop, a sami tancerze oraz DJ-e dyskutują nt. typów muzyki i piosenek.

## Lokalne inspiracje
Lindy hop tańczony obecnie jest zróżnicowany pod wpływem różnic kulturowych każdej ze scen oraz instruktorów. Sami tancerze także doskonalą swój styl inspirując się zarówno wpływowymi tancerzami dzisiejszych czasów jak i przeszłych. Te wpływy historyczne uwzględniają afroamerykańskich tancerzy Savoy Ballroom (włączając w to Frankiego Manninga, Ala Minnsa oraz grupę Whitey's Lindy Hoppers), białych tancerzy zachodniego wybrzeża (Dean Collins i Jewel McGowan) oraz innych tancerzy z różnych okresów. Doprowadziło to do polaryzacji środowiska lindy hop w dwa główne nurty stylistyczne nazwane Savoy-style lindy hop (generalnie związane ze oryginalnym środowiskiem afroamerykańskich tancerzy nowojorskiego Savoy Ballroom) oraz Hollywood-style lindy hop (bazowane na stylistyce lindy hop białych tancerzy hollywoodzkich produkcji filmowych). Obecnie w środowisku tym można zauważyć dużo większą różnorodność niż dwa przytoczone przykłady, także w bardziej generalnym ujęciu tańców swingowych.

## Charakterystyka
Wielu tancerzy zainteresowanych lindy hop jako tańcem historycznym podkreśla, iż taniec towarzyski jest kluczowy w rozwijaniu umiejętności każdego tancerza. Często oni przytaczają sytuacje kiedy Frankie Manning naciskał swoje grupy taneczne do brania udziału w potańcówkach każdego wieczoru, jak i trenowania do pokazów, w celu zachowania umiejętności na najwyższym poziomie. W obecnych czasach lindy hop jest widoczny w 3 aspektach, jako taniec towarzyski, taniec konkursowy oraz taniec pokazowy oraz także lekcje i warsztaty.
W każdym z nich partnerzy mogą tańczyć solo lub razem, z improwizacją jako centralną osią tańca towarzyskiego dopełniając pokazami i konkursami. Sekwencje solo w lindy hop są czasami wykonywane jako cześć tańca w parze. W momencie, gdy jeden z partnerów zainicjuje rozerwanie powoduje to separację partnerów i rozpoczyna sekwencje solowe każdego z nich. Często wtedy partnerzy posługują się prowadzeniem wzrokiem oraz wskazówkami dotyczącymi kolejnych ruchów z użyciem ruchu ciała. Sekwencje te mogą zawierać elementy Charlestona, Authentic Jazz (np. boogie steps, Shorty George czy Suzie Q) włączając w to zestaw ruchów współczesnych tańców jazz i modern.
Znane choreografie (tzw. routines) często są tańczone na parkiecie jako cześć imprez, jak i również konkursów, pokazów i lekcji. Do najbardziej znanych należą:
- Shim Sham
- Dean Collins Shim Sham
- Jitterbug Stroll
- Lindy Chorus
- Big Apple
- Tranky Doo
- First Stops

### Taniec towarzyski

#### Etykieta i tradycje
Etykieta parkietowa różni się w zależności od społeczności, np., jedna społeczność zachęca mężczyzn do proszenia kobiet do tańca, inna zachęca bardziej zaawansowanych tancerzy do tańczenia z początkującymi, a w jeszcze innej tańczą ze sobą tylko znajomi. W niektórych scenach jako niegrzeczne zachowanie postrzegane jest pozostawienie partnera bez drugiego tańca, podczas gdy w innych scenach istnieją niepisane zasady, według których instruktorzy mogą tańczyć z uczniami, bardziej zaawansowani z początkującymi itd. Nie istnieją spójne i jednolite zasady, jednakże są one podobne w krajach jednego kręgu kulturowego.
Towarzyski aspekt lindy hop to głównie taniec improwizowany, ale także cały zakres tradycji oraz innych aktywności związanych z tańcem. Jedna z nich to tzw. Jam Cirles, czyli zwykle widowiskowy taniec jednej z par lub osoby w środku koła utworzonego przez pozostałych uczestników imprezy, którzy zachęcają, kibicują i klaszczą. Tradycja Jam Circle sięga lat 30. oraz odwołuje się do tradycji i kultury afroamerykańskich tańców wernakularnych. Jest ona kultywowana w większości społeczności lindy hop. Bardzo często podczas Jam Circle inne pary dołączają się, przerywają taniec lub zmieniają się z poprzednio tańczącą parą. Tancerze wkraczają i opuszczają Jam Circle na koniec muzycznej frazy. W tradycyjnej formie Jam Circles są inicjowane spontanicznie i nie są wcześniej przygotowane. Jednakże bardzo często zdarza się, iż są zaplanowane jako część programu imprezy w celu zaprezentowania bardziej widowiskowych ruchów, które normalnie stwarzały by zagrożenia na tańczących na parkiecie. Mogą także zawierać spontaniczne zatańczone elementy znanych choreografii.
Tradycja Jam Circle jest także często używana by podkreślić specjalne wydarzenie, takie jak urodziny, zaręczyny, ślub, by powitać gościa z innej społeczności albo pożegnać osobę ze społeczności lokalnej. Tego typu aktywności są zazwyczaj ogłaszane przez prowadzącego imprezę, a osoba lub para na której ma się skupić uwaga tańczących rozpoczyna taniec w pustym kole. Inni tancerze klaszczą i kibicują takiej osobie. Tancerze na obwodzie koła mogą próbować "ukraść" taniec z osobą w Jam Circle.

#### Wydarzenia
Towarzyskie wydarzenia taneczne różnią się długością, motywem oraz lokalem w zależności przez kogo są prowadzone nawet w lokalnych społecznościach. Tancerze zazwyczaj rozróżniają:
- regularne wydarzenia (tzw praktisy taneczne)
- tańczenie do muzyki na żywo w miejscach publicznych nie organizowane przez tancerzy, często znane pod nazwą "Lindy Bombing", kiedy to grupa tancerzy pojawia się na wydarzeniu, które nie jest zaplanowane jako taneczne
- imprezy specjalne lub formalne bale

Towarzyskie wydarzenia taneczne mogą być okazyjne (warsztaty, festiwale lub tzw. exchange) lub regularnie wpisane w kalendarz. Zespoły muzyczne zazwyczaj stwarzają możliwość tańca, zwłaszcza w społecznościach tworzących się w celu przyciągnięcia tancerzy podczas koncertów w lokalnych barach lub klubach.
Imprezy taneczne odbywają się w miejscach różnego typu, m.in. prywatnych mieszkaniach, barach, szkołach, salach balowych, klubach i innych lokalach o dostatecznym miejscu do tańczenia. Pojedyncze wydarzenia mogą przyciągnąć od kilkunastu do około tysiąca tancerzy, a mogą trwać do późnych godzin nocnych. Muzyka jest zazwyczaj zapewniania przez DJ-a, zespół lub z systemu nagłaśniającego w zależności od sceny i charakteru wydarzenia. DJ-e oraz zespoły grają zazwyczaj muzykę od lat 20. do współczesnej, koncentrując się w szczególności na muzyce big bandów z lat 30. oraz 40. Zespoły także różnicują swój repertuar, oferując muzykę od standardów big bandowych, poprzez bluesa do oryginalnych kompozycji. Środowisko szeroko dyskutuje nt. najodpowiedniejszej muzyki dla lindy hop oraz innych tańców swingowych, zwłaszcza skupiając się na kwestii zgodności historycznej i włączenia innych stylów i form muzycznych.
Imprezy taneczne przyciągają tancerzy różnego wieku oraz pochodzenia. Strój może być typu 'vintage' wzorowany na modzie lat 1920-1940, lecz także mniej stylizowany w zależności od lokalnych trendów.

### Taniec pokazowy
Lindy hop jest postrzegany jako bardzo dynamiczna forma tańca. Może łączyć w sobie układy choreograficzne, sekwencje improwizowane solo oraz w parze, bardzo często z akrobacjami z czego zresztą jest najbardziej znany. Współcześnie tancerze lindy hop starają się odtwarzać historyczne układy zarejestrowane na filmach lub nauczane przez tancerzy "ery swinga" takich jak Frankie Manning. Najbardziej znane z nich to Lindy Chorus, układ z filmu Hellzapoppin' (1941) oraz Big Apple z filmu Keep Punching (1939). Pokazy są zazwyczaj częścią imprez i mają na celu zaprezentowanie odwiedzającego nauczyciela, lokalnej grupy tanecznej lub konkretnego stylu tańca. Pokazy solowe lub pojedynczych par są stawiane na równi z pokazami grup i wszystkie typy pokazów są raczej zintegrowane z programem imprezy niż prezentowane jako oddzielne wydarzenie. Są jednak wyjątki od tego typu praktyk, grupa The Rhythm Hot Shots podróżując po całym świecie urządza pokazy tańca swingowego jako cześć programu nauczania. Większość szkół lindy hop posiada działająca grupę pokazową, w której uczestnictwo jest związane z wieloma elementami jak np. zaproszenie, przesłuchanie, predyspozycje do nauczania w szkole lub przedstawienia rzadkiego stylu czy umiejętności tanecznych.
Grupy pokazowe, które miały największy wkład w rozwój lindy hop, to:
- Whitey's Lindy Hoppers (lub Harlem Congaroos, Hot Chocolates, the Big Apple Dancers) założona w 1935 roku w Nowym Jorku
- The Rhythm Hot Shots, ze Szwecji, założona w 1985 roku, obecnie znana pod nazwą Harlem Hot Shots. Obie te grupy były główną siła napędową prowadzącą do renesansu tańców swingowych w latach 80.

Grupy pokazowe w lindy hop różnią się od typowych grup tańca współczesnego czy baletowych. Są zazwyczaj grupami złożonymi z tancerzy amatorów, a ich członkowie mogą mieć różne doświadczenie i poziom umiejętności. Cel tworzenia takich grup to głównie promocja szkoły tańca lub klubu, przy którym działają. Różnice w stylach i sposobach nauczania lindy hop wynikają głównie z jego natury jako tańca wykształconego samoistnie, w połączeniu z brakiem ekspertów, informacji oraz zapotrzebowaniem w wielu społecznościach. Z tego też powodu wiele osób podejmuje naukę lindy hop w wieku ok. dwudziestu kilku lat i wynika z poszukiwań odpowiedniej dla siebie formy niż są trenowani od najmłodszych lat zanim przystąpią do grup pokazowych.
Aspekty, dla których tancerze przyłączają się do grup pokazowych, mogą mieścić się w jednej poniższych kategorii:
- artystyczne (poszukiwanie form tańca, doskonalenie artystycznej ekspresji poprzez tańce swingowe i lindy hop)
- komercyjne (w celu prezentowania na płatnych pokazach, kontynuując tradycje wodewila i dostarczając rozrywki dla osób skłonnych za to płacić)
- rywalizacyjne (w celu konkurowania z innymi grupami pokazowymi, tworzenie choreografii w celu testowania umiejętności tanecznych)
- praktyczne (w celu podniesienia umiejętności tanecznych, pracy nad nowym materiałem lub wprowadzenia ruchów niemożliwych do wykonania podczas imprez, np. akrobacji)
- relaksacyjne (zarówno pokazy jak i taniec)
- promocyjne (dla konkretnej szkoły nauczającej lindy hop lub w celu zachęcenia ludzi do nauki tańca)

### Taniec konkursowy
Konkursy i turnieje w lindy hop mają długą historie, od nieformalnej rywalizacji tancerzy w Jam Circle na imprezach do oficjalnych konkursów jak Harvest Moon Ball w latach 20. i 30. Współcześnie konkursy lindy hop mają bardzo szeroką formę i przekaz. Od małych lokalnych konkursów podczas imprez i turnieje zawodowe, po "ogólnokrajowe" wydarzenia organizowane przez szkoły lub organizacje, od konkursów organizowanych w ramach wielkich wydarzeń i festiwali tanecznych do małych konkursów na imprezach okolicznościowych. Rola konkursów w kulturze lindy hop jest bardzo szeroko omawiana, a zdania są mocno podzielone. Krytykowane są formalne i pokazowe konkursy, które zdaniem niektórych odwracają uwagę od improwizowanej i spontanicznej natury lindy hop jako tańca ulicznego, po opinie że konkursy poprawiają umiejętności taneczne i pokazowe tancerzy. Pomijając wagę każdego w powyższych aspektów, wystarczy stwierdzić, że różnego rodzaju konkursy i wydarzenia rozwijają różne umiejętności taneczne i służą różnym celom.
Istnieją różne rodzaje konkursów tanecznych i na każdym festiwalu odbywa się przynajmniej jeden konkurs z każdego rodzaju. Są wyjątki od tej reguły, jak np. konkurs Hellzapoppin', który jako jedyny może się pochwalić mianem "bez ustalonych zasad".
Przeważająca większość konkursów jest przeznaczona dla par, jednakże mogą zawierać elementy wykonywane przez tancerzy solowo. Większość konkursów lindy hop posiada kilka poziomów, które są przeznaczone dla uczestników początkujących, amatorów i profesjonalistów, włączają w to konkursy, w których uczestnicy są zapraszani przez organizatora. Nagrodami w konkursach tego typu są nagrody pieniężne lub bilety na festiwale w innych krajach. Jury sędziowskie jest stworzone z bardziej doświadczonych i znanych tancerzy. Większość z nich nie jest prawnie regulowana.

#### Jack'n'Jill
Konkursy typu Jack'n'Jill imitują taniec towarzyski na parkiecie. Tancerze przystępują do niego indywidualnie jako "Jack", czyli partner (leader), lub "Jill", czyli partnerka (follow). Większość konkursów nie określa płci funkcji lead i follow, więc dopuszczalne jest by zarówno kobiety prowadziły jak i mężczyźni podążali. Jednakże istnieją konkursy typu "jack'n'jack" oraz "jill'n'jill" gdzie kobiety i mężczyźni są parowani oddzielnie. Konkursy typu Jack'n'Jill często różnią się formatem, najczęściej odbywa się on w dwóch częściach. Uczestnicy parowani są w losowy sposób i tańczą do najczęściej 3 utworów o różnym tempie oraz długości. Zmiana partnerów następuje po każdej piosence. Po tym następuje wybór maksymalnie 5 par, które występują w drugiej części, czyli tzw. spotlight. W tym momencie także uczestnicy są parowani losowo, jednakże nie zmieniają się już do końca trwania konkursu. Od tego momentu ocenie podlega para, a nie indywidualni tancerze oraz prezentują swój taniec przed sędziami. Do dyspozycji mają określoną ilość czasu (zazwyczaj 2 kompletne frazy) w muzyce, po czym wchodzi kolejna para. Po dwóch prezentacjach każdej z par, do tańca włączają się pozostałe pary na tzw. all-skate.
W przypadku małej ilości tancerzy biorących udział w konkursie, kończy się on zazwyczaj po pierwszej części. Kryteria oceniania zazwyczaj są indywidualne dla każdego z sędziów, jednakże najczęściej ocenia umiejętność prowadzenia i podążania, styl i technikę.
Obecnie nazwa formatu "Jack'n'Jill" bywa odbierana jako wykluczająca - wielu organizatorów decyduje się na jej zmianę np. na "Mix'n'Match".

#### Strictly Lindy
Konkurs odbywający się na podobnych zasadach co Jack'n'Jill jednakże tancerze na konkurs zapisują się razem i tańczą w stałej parze już do końca konkursu.

#### Showcase
Uczestnicy konkursu typu Showcase pokazują przygotowaną wcześniej choreografię. Pokazy te mogą być przygotowane przez pojedynczą parę lub całą grupę (nie w tym samym konkursie), mogą zawierać sparowanie osoby początkującej z profesjonalnym tancerzem (Pro-am) i mogą być oceniane poprzez różne kryteria.

#### Bez zasad
W XXI wieku zauważono rosnącą popularność konkursów, które nie posiadają określonych zasad. Konkurs Hellzapoppin', której nazwa pochodzi od filmu o tym tytule, po raz pierwszy odbył się w 2002 roku i był organizowany przez American Institute of Vernacular Jazz Dance. Pomysł ten miał na celu stworzenie przeciwwagi dla konkursów o sztywnych zasadach i pokazów, które zdominowały kulturę lindy hop w tamtym czasie. Były wtedy one organizowane przez konkurencyjne lub pokazowe formacje taneczne jak Dancesport lub poprzez szkoły, które nie promowały towarzyskiego aspektu lindy hop. Konkursy bez zasad zostały zaprezentowane jako alternatywa do formalnych konkursów i kładły szczególny nacisk na pokazanie towarzyskiego aspektu lindy hop i przywiązanie do tradycji tańców wernakularnych.
Podejście takie pozwalało na prezentowanie dowolnego ruchu tanecznego lub stylu w przeciwieństwie do sztywno określonych zasad poprzednich konkursów. Pomimo braku zasad pary często są dyskwalifikowane za prezentowanie układów choreograficznych podczas konkursu. Bardzo często zdarza się, że pary są oceniane przez publiczność.
Konkurs tego typu bardzo często ma format podobny do konkursu Jack'n'Jill, ze zmianą partnerów oraz częścią spotlight, jednakże kombinacje tego mogą być różne. Udział w konkursie może być otwarty dla wszystkich uczestników bez względu na poziom lub tylko na zaproszenie.
Pomimo podkreślania tańca w parze, bardzo często nawiązuje się bliska interakcja pomiędzy samymi zawodnikami, ale także pomiędzy zawodnikami a publicznością, która często zachęca do stosowania bardziej widowiskowych ruchów w tańcu. Ten typ interakcji ma charakter pytania i odpowiedzi, kiedy publiczność klaszcze, krzyczy i zachęca tancerzy do popisów.
Najbardziej popularne konkursy lindy hop:
- International Lindy Hop Championship
- World Lindy Hop Championship
- Hellzapoppin' Lindy Competition
- American Lindy Hop Championship
- Lindy Focus
- European Swing Dance Championships
- Lindy Shock

## Style w lindy hop

### Savoy-style lindy hop
Jest to forma wykształcona przez tancerzy Savoy Ballroom w Harlemie w latach 30. i 40. Zestawiana jest razem z Hollywood-style lindy hop (smooth-style lindy hop) jako dwa główne trendy wykształcone obecnie w lindy hop. Charakteryzuje się dużą energią, ruchem głównie rotacyjnym i okrężnym w porównaniu do linearnego i bardzo wyrównanego Hollywood-style.
Styl Savoy jest łączony głównie z nowojorskimi tancerzami lat 30. takimi jak Frankie Manning oraz szwedzką grupą taneczna The Rhythm Hot Shots (obecnie Harlem Hot Shots). Samo określenie Savoy-style lindy hop stosuje się do określenia wszystkich tancerzy afroamerykańskich, którzy starali się zachować lindy hop w swej tradycyjnej formie, ignorując zmiany i różnorodność stylów jaka pojawiła się w latach 30. i 40. Historycy lindy hop widzą wyraźną różnicę pomiędzy tańcem wczesnych we wczesnych latach rozwoju, który reprezentowali tancerze tacy jak George "Shorty" Snowden (późne lata 20.), Frankie Manning (lata 30.) czy inni tancerze pojawiający się w tym czasie. Lennart Westerlund, jeden z założycieli The Rhythm Hot Shots i jeden z czołowych historyków lindy hop opisuje różnice pomiędzy stylem Frankiego Manninga oraz stylem Ala Minnsa, z którym pracował podczas odrodzenia tańców swingowych w latach 80. Al Minns i Leon James są zresztą kluczowymi postaciami pojawiającymi się w akademickich dyskusjach o lindy hop. Historycy lindy hop także rozróżniają wyraźne style w podążaniu jeżeli chodzi kluczowe postacie takie jak Norma Miller i Ann Johnson.
W opisie Savoy-style lindy hop najważniejszą cechą jest prowadzenie partnerki w swingoucie z boku. Drugą cechą charakteryzują ten styl jest mocny bouncing skierowany w dół. Kolejną cechą wartą wymienienia jest otwarte i luźne połączenie, które pozwala na dużą dozę improwizacji nawet w samym swingoucie. Różnice techniczne widać dzisiaj pomiędzy indywidualnymi tancerzami oraz nauczycielami. Historycy podkreślają, że w przypadku Hollywood-style połączenie jest dużo bardziej intensywne, lecz także różnorodne wariacje oraz indywidualną improwizację w swingoucie.
Z Savoy-style lindy hop najczęściej jest używane w stosunku do tancerzy, którzy swe pierwsze kroki stawiali w Savoy Ballroom oraz związanymi z grupą Whitey's Lindy Hoppers. Pomimo różnic przytoczonych powyżej istnieje wiele cech obecnych u wszystkich tancerzy Savoy-style, m.in.:
- proste kąty w kostkach - pomiędzy stopą a łydką oraz często w nadgarstku i łokciu
- szerokie rozstawienie nóg zarówno partnera i partnerki, zwłaszcza u partnerek podczas wykonywania swivle.
- charakterystyczna dla Frankiego Manninga atletyczna równoległa do podłoża poza przypominająca biegacza w ruchu - są to elementy tańców afrykańskich
- konkretne wariacje lub kroki jazzowe charakterystyczne dla Savoy-style, wywodzące się jeszcze z czasów niewolnictwa, np. "the itch" przeniesione do białych społeczności poprzez tancerzy takich jak Dean Collins.

### Hollywood-style lindy hop
Forma wykształcona i spopularyzowana przez tancerza Deana Collinsa. Została zrekonstruowana w latach 80. przez Erika Robinsona i Sylvie Skylar na podstawie filmów z lat 30. i 40. wzorując się na tancerzach takich jak Dean Collins, Jewel McGowan, Jean Veloz i inni.
Charakterystyczną cechą stylu Deana Collinsa była dynamiczna praca stóp, wyprostowana sylwetka, wyraźna separacja dolnej części ciała w tańcu oraz niesamowicie silne naciągi i przepływ energii w tańcu. W efekcie dawało to wrażenie niesamowitej płynności ruchu oraz minimalnego bouncingu. Dean Collins wraz ze swoją partnerką Jewel McGowan tworzyli jedną z najbardziej perfekcyjnych i niepowtarzalnych par w historii tańca swingowego. Sama Jewel McGowan jest uważana za wzór dla tancerek, które próbują odtworzyć jej legendarne twisty (swivle).
W tej wersji podstawowa figura czyli swingout jest wykonywany w pozycji partnera przypominającej siedzenie na stołku, obniżając punkt ciężkości pary. Taka pozycja jest klasycznym przykładem Hollywood-style, wraz z wyprostowanymi plecami i lekkim pochyleniem do przodu. Jest to styl linearny, gdzie partnera i partner zamieniają się miejscami tańcząc po linii, a nie po okręgu lub elipsie jak w przypadku Savoy-style.
Popularną wariacją Hollywood-style jest LA-style, które posiada kilka zmian w pracy stóp skracając kroki.

## Technika i kroki

### Charakterystyka
Lindy hop jest tańcem tańczonym na 6 lub 8 (6-count lub 8-count), w zależności od tempa i muzyki. Podstawowym elementem występującym w lindy hop jest tzw. bouncing, który powstaje przez przeniesienie punktu ciężkości przed ciała opierając ciężar ciała na śródstopiu. Bouncing dostosowuje się do tempa utworu, akcentując każde uderzenie w przypadku utworów wolnych lub akcentując co drugie uderzenie w utworach szybkich. Partnerzy znajdują się najczęściej obok siebie, a połączenie między nimi jest luźne. Partner obejmuje partnerkę prawą ręką, natomiast partnerka kładzie lewą rękę partnerowi na ramieniu. Pozostałe ręce mogą spoczywać luźno, lub być połączone luźnym trzymaniu. Partnerzy powinni być zwróceni twarzami lekko w swoją stronę. Partnerka wykonuje kroki będące lustrzanym odbiciem partnera.
Podstawowymi krokami w lindy hop są:
- rockstep - krok polegający na szybkim przerzuceniu ciężaru ciała na jedną ze stóp stawiając ja za sobą, a następnie na drugą na uderzenia 1-2, pełni funkcje napędu do ruchu
- step - przeniesienie ciężaru ciała poprzez opadnięcie na określoną stopę. Krok rozliczany na 1 uderzenie (z ang. beat).
- triplestep - krok synkopowany rozpoczynający i kończący się na tej samej stopie z utrzymaniem ciężaru ciała na niej, pomiędzy nimi występują krok drugą stopą, na uderzenia 1-i-2
- kick - krok polegający na opadnięciu na jedną ze stóp z mocnym bouncingiem i rozluźnieniu drugiej nogi, co w efekcie skutkuje wykonaniem wykopu na drugiej nodze
- groove walk - krok polegający na przeniesieniu ciężaru ciała poprzez opadnięcie na określoną stopę i ugięcie kolana. Krok rozliczany na 2 uderzenia.

Kroki można modyfikować, urozmaicać, wprowadzać synkopy według własnego uznania, dodawać elementy zaczerpnięte z tańców Charleston i Authentic Jazz, tj. skating, trucking, slide, dip itp.

### Figury taneczne, ruchy i układy
Podstawowa figura lindy hop, którą jest swingout, jest zbudowana na podstawie dużej liczby ruchów mających swoje korzenie w tradycyjnych tańcach afroamerykańskich i zazwyczaj jest rozliczany na 8. W okresie od 1990 zauważono dwa zauważalnie różnie style kroku podstawowego. Sama jego mechanika jest taka sama natomiast różni się sposobem rozpoczęcia. Pierwszy z nich określa się jako "Brooklyn-style", w którym partner rozpoczynając taniec robi pierwszy krok do tyłu na pierwsze uderzenie w muzyce. W przypadku drugiego stylu, tzw. "smooth-style" partnerzy rozpoczynają taniec od kroku do przodu na 1 w muzyce. W zależności od sceny styl tancerzy może się bardzo różnic, zarówno w krokach, ruchach jak i elementach lindy hop. Kiedy tancerze z lokalnych scen spotykają się na wydarzeniach zwanych Lindy Exchange, wymieniają się często ruchami oraz doświadczeniami związanymi z tańcem.
Przykładowe figury w lindy hop to:
- Swingout
- Side pass
- Sugar push
- Inside turn
- Outside turn
- Tuck turn
- Lindy Cirlcle
- Promenade
- He goes i She goes
- Basket
- Around the Waist
- Texas Tommy
- Reverse Swingout

### Technika partnerowania
Technika ta jest elementem lindy hop, która pozwala na kontrolę tego co się dzieje między tancerzami oraz na komunikację między nimi. Pozwala za prowadzenie elementów i podążanie, wykonywanie ruchów w tym samym czasie, komunikowanie idei i wzajemnej inspiracji podczas tańca. Bardzo ważnym elementem tej techniki jest tzw. połączenie między partnerami, które pozwala na wykonywanie zsynchronizowanych ruchów, w którym jeden z tancerzy prowadzi, a drugi podąża. Połączenie ma charakter kontaktu fizycznego i jest formą niewerbalnej komunikacji, i jego cechą charakterystyczną jest możliwość przekazywania ruchów ciała partnera na partnerkę. Połączenie może występować zarówno w pozycji otwartej jak i zamkniętej.
W pozycji zamkniętej połączenie jest utrzymanie poprzez kontakt dużej powierzchni ciała tańczących. Partnerka dopasowuje ruchy swoje ciała do partnera, który reguluje intensywność i pozycję połączenia w sposób wygodny dla obu stron. W tańcach swingowych wykorzystuje się także pojęcia naciągu, w którym tancerze często posiadają pęd skierowany w tym samym kierunku, lecz o zwrotach skierowanych od siebie, a jest on równoważony przez siłę ich mięśni oraz kompresji, kiedy pęd tancerzy jest skierowany ku sobie. Naciąg i kompresja mogą być utrzymywane przez długi okres w tańcu, jednakże nie służą one do natychmiastowego sygnalizowania ruchu, a raczej do jego przygotowania. Partnerka musi uważać i skutecznie kompensować siłę partnera by nie wyprzedzić jego ruchów i zdesynchronizować taniec.
W przypadku pozycji otwartej, partner prowadzi partnerkę ruchem ciała, który przekłada się na ruch ramion, którymi jest połączony z partnerką. Tak samo, partnerka poprzez połączenie dłońmi może przetransformować ten ruch na ruch własnego ciała korespondując z partnerem. Odpowiednie spinanie mięśni i blokowanie rąk pozwala na uzyskanie takiego efektu, jednakże powinno się minimalizować użycie takiej techniki w uwagi na małą wygodę i poprawność. Takie naprężenia eliminują bardziej subtelną komunikację między partnerami i ruchy horyzontalne, które służą do inicjowania wielu obrotów.
Zamiast spinania ramion połączenie jest osiąganie poprzez zaangażowanie ramion, górnej części ciała oraz mięśni korpusu. Sam ruch powinien wynikać nie z ruchu ramion, a ruchu całego ciała i przede wszystkim jego środka ciężkości. Połączenie między partnerami daje różne wrażenie w przypadku różnych osób i różnych rodzajów tańca. Dlatego też tak ważny taniec towarzyski i zmiana partnerów podczas tańca w celu przystosowania się do konwencji prowadzenia i podążania.
Tancerze na imprezach zazwyczaj prezentują bardzo szeroki stopień umiejętności, dlatego też połączenie z partnerem jest tak samo ważne jak same umiejętności. Taniec z nowym partnerem to zazwyczaj wzajemna nauka, obserwacja i dostosowywanie się do wspólnego poziomu. Tańczenie ze stałym partnerem daje możliwość sprawdzenia i wypróbowania nowych elementów i idei, z uwagi na wspólną znajomość partnerów, ich możliwości i ograniczeń. Tancerze zazwyczaj duża uwagę przykładają do połączenia, czy czują wzajemną wygodę w tańcu, bardziej niż to tego czy partner/partnerka są w stanie wykonać sekwencje elementów.

### Muzykalność
Jako muzykalność określa się zdolność tancerza do tworzenia i wykonywania układów (zarówno wcześniej przygotowanych jak też improwizowanych), które są dopasowane do muzyki zarówno pod względem rytmiki jak i melodii.
Tancerze z dobrym poczuciem muzykalności reagują na wszystkie elementy muzyki, do której tańczą. Mogą wybierać elementy, które chcą zaakcentować w celu stworzenia przekazu artystycznego muzyki poprzez ruch. Podczas oglądania takich tancerzy publiczność ma wrażenie widzenia muzyki w ich tańcu, nawet do tego stopnia że bez muzyki także są w stanie rozpoznać utwór poprzez sam taniec. W muzyce jazzowej występuje bardzo dużo elementów, na które tancerz może odpowiadać. Elementy te mogą być zawarte w melodii, drugim głosie, frazach, przerwach, rytmie, sekcji rytmiczno-perkusyjnej lub w każdym instrumencie z osobna.
Muzykalność jest wykształcana stopniowo wraz czasem oraz doświadczeniem tancerza. Nowi tancerze skupiają się zazwyczaj na opanowaniu ruchów niezależnie od muzyki, podczas gdy zaawansowani tancerze starają się dopasować ich ruchy do elementów, które słyszą w muzyce. Aby zaakcentować elementy zawarte w muzyce tancerz musi się odznaczać dobrym poczuciem rytmu oraz uchem, posiadać solidną wiedzę na temat technik i kroków podstawowych stylu tańca, w którym się porusza.

## Lindy hop w Polsce

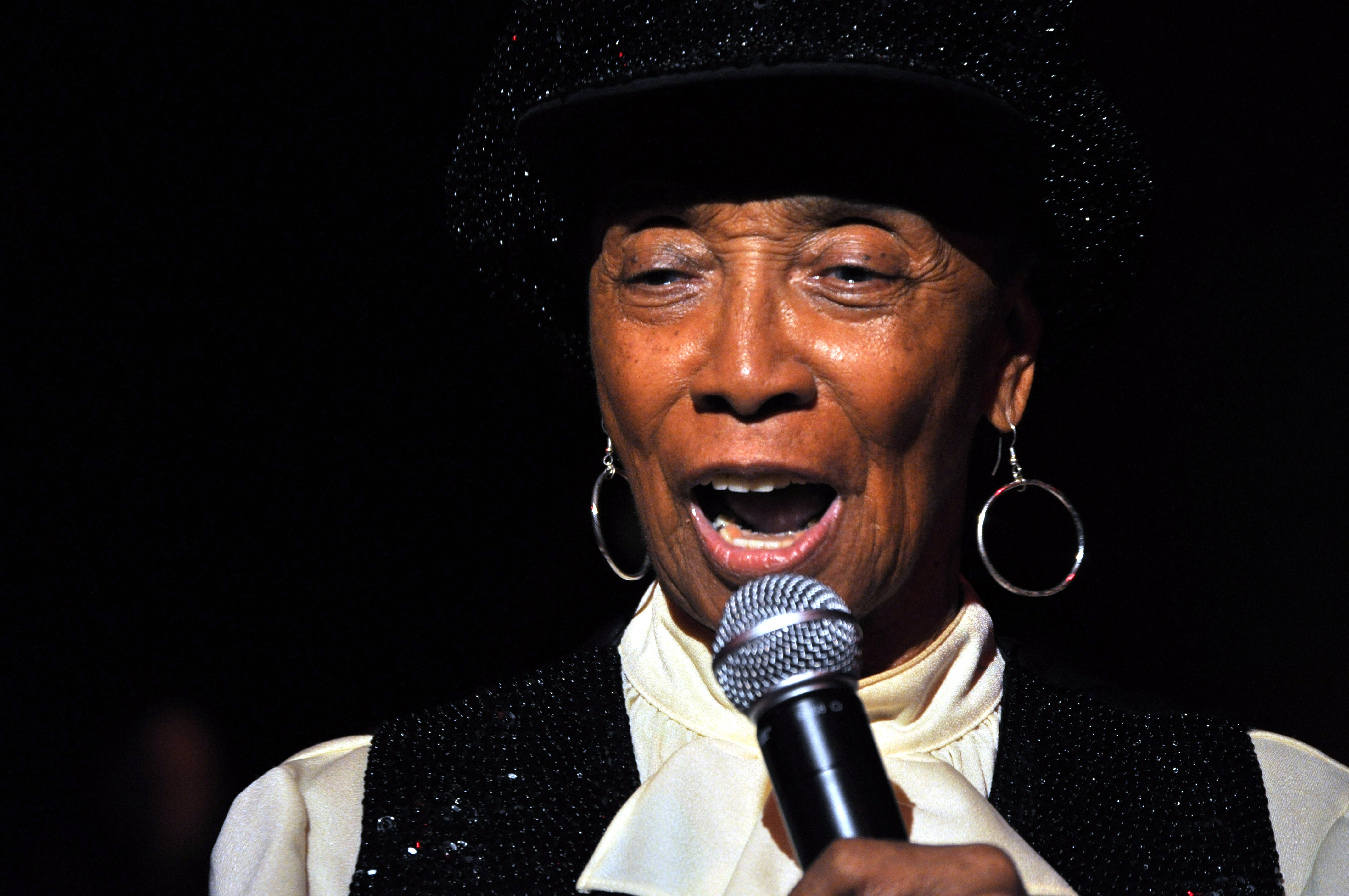
Norma Miller, ur. 1919

Scena lindy hop w Polsce zaczęła rozwijać się po roku 2010. Aktualnie środowiska tancerzy swingowych są bardzo dobrze rozwinięte w Krakowie i Warszawie, gdzie działają liczne szkoły tańca. Do swingowej mapy Polski dołączyły też Trójmiasto (2013), Wrocław (2014), Tarnów (2014), Łódź (2015), Poznań (2015), Łódź (2015), Katowice (2015), Szczecin (2017), Rzeszów (2017) oraz Białystok (2018). Obecnie w Polsce odbywają się co roku 4 duże Festiwale – Dragon Swing, Retro Weekend Festiwal, Silesia Swing Festival oraz Amber Swing Festival – oraz wiele imprezy typu exchange np. Warsaw Lindy Hop Exchange, GoAt Swing Exchange, Seaside Swing Affair czy Połów. Oprócz dużych festiwali praktycznie co tydzień w którymś z miast mają miejsce warsztaty lub mniejsze imprezy.